# Pascal-Pierre Paillé
Pour les articles homonymes, voir Paillé.
Pascal-Pierre Paillé, né le 30 mai 1978 à Sherbrooke, est un enseignant, entrepreneur et homme politique québécois.
Il est député fédéral de la circonscription de Louis-Hébert à la Chambre des communes du Canada de 2008 à 2011 sous la bannière du Bloc québécois.

## Biographie

### Jeunesse et carrière
Né le 30 mai 1978 à Sherbrooke au Québec, est le fils de Michel Paillé, démographe, et de Marie-Denyse Boivin, psychologue et professeure à l'Université Laval. Il est neveu de Daniel Paillé, ministre dans le gouvernement Jacques Parizeau (1994-1996) et chef du Bloc québécois de 2011 à 2013.
Lors de sa jeunesse, il vit à Saint-Benoît (Québec) et fréquente l'école primaire Filteau. Au secondaire, il fait ses études à l'école Les Compagnons-de-Cartier de la Commission scolaire des Découvreurs. À 17 ans, il fonde une petite entreprise saisonnière, les Services d’entretien P.A., qui grossit année après année. Pendant dix ans, de 1995 à 2005, il fait ainsi travailler des adolescents.
Il acquiert une formation en psychoéducation (2003), ainsi qu’en troubles de comportement et psychopathologies (2004). En 2005, il obtient un baccalauréat en enseignement de l’éducation physique et de la santé de l'Université Laval.
De 2005 à 2008, il exerce dans les domaines de l’éducation physique et de la santé, ainsi qu’en adaptation scolaire dans différentes institutions de la région de Québec.
Il est membre du Club Optimiste de Cap-Rouge à compter de 2006 et de la Chambre de commerce de Québec à partir de 2007.
Pour le bénéfice du Centre de prévention du suicide de Québec, il organise deux compétitions de break dance, appelées OD-2006 et OD-2007. Lors de la répétition de cet événement tenu le 6 juin 2009 dans l’arrondissement Sainte-Foy de Québec, Pascal-Pierre Paillé en est le président d’honneur.

### Politique
À l’élection québécoise de mars 2007, Pascal-Pierre Paillé tente, en vain, d’obtenir l’investiture du Parti québécois dans la circonscription provinciale de Louis-Hébert. En novembre 2007, il est élu commissaire à la Commission scolaire des Découvreurs.
Lors de l'élection générale fédérale du 14 octobre 2008, il est candidat du Bloc québécois dans la circonscription fédérale de Louis-Hébert, située à Québec. Il est élu député à la Chambre des communes du Canada. Il est nommé critique dans le domaine des sports pour son parti le 31 octobre 2008. Il se représente aux élections de 2011 où il est battu par le candidat néo-démocrate Denis Blanchette par 8 733 voix.